# 摹寫
摹寫是修辭一種，是將有關事物的各種感覺，如顏色、形狀、氣味、色澤、聲音等的感受透過作者的主觀加以形容描述的修辭技巧。以視覺、聽覺、嗅覺、味覺、觸覺等五種方法用文字細膩的表現出來。

## 視覺摹寫
包括色彩、景物、動作、空間等，能引起視覺意象的文字描寫，稱之為視覺摹寫。
例如：
- 「銜遠山，吞長江」（范仲淹《岳陽樓記》）
- 「明月松間照，清泉石上流」（王維《山居秋暝》）
- 「庭中紫豆一叢，作花甚繁；芭蕉展葉，綠滿窗戶；紫薇久花，離離散紅。」（李慈銘 《越縵堂日記》）
- 「黑漆漆的，滿天烏雲，盤旋著，自上而下，直要捲到地面。」（陳冠學《西北雨》）
- 「空中飄著細細的太陽雨，一道彩虹跨越東方山嶺，雲後可見藍天。」（杜虹 《灰面鷲之歌》）
- 「陽光平鋪在窗外的草坪上，把草尖上的露珠映成了一粒粒亮晶晶的珍珠。」（吳敏顯《綠窗》）
- 「那是短短的兩排洋灰房子，沒有斜斜的屋頂。」（柯慶明《風雨荒村》）
- 「在晨曦的晨光中，我望著母親的臉，他的額角方方正正，眉毛是細細長長的，眼睛也瞇成一條線。」（琦君《紅紗燈．下雨天，真好》）
- 「再晚一點便要看到穿藍條睡衣睡褲的女人們在街上或是河溝裡倒垃圾，或者是捧出紅泥小火爐在路邊呼呼地扇起來，弄得煙氣騰騰。」（梁實秋《散步》）
- 「李龍第的眼睛投注在對面那個赤足襤褸的蒼白工人身上；這個工人有著一張長滿黑鬱鬱的鬍子和一雙呈露空漠的眼睛的英俊面孔。」（翁鬧《我愛黑眼珠》）
- 「層層的葉子中間，零星地點綴著些白花。」（朱自清《荷塘月色》）
- 「恐懼刻在孩子們臉上，麥田已倒向戰車經過的方向。」（周杰倫《止戰之殤》）
- 「湖邊山上，青一塊，紫一塊，綠一塊。」（吳敬梓《儒林外史．王冕的少年時代》）

## 聽覺摹寫
對事物所發出的各種聲音加以描繪的摹寫，即為聽覺摹寫。
例如：
- 「宜圍碁，子聲丁丁然；宜投壺，矢聲錚錚然。」（王禹偁《黃岡竹樓記》）
- 「風聲雨聲讀書聲，聲聲入耳；家事國事天下事，事事關心。」(中國格言)
- 「大絃嘈嘈如急雨，小絃切切如私語；嘈嘈切切錯雜彈，大珠小珠落玉盤。」（白居易《琵琶行并序》）
- 「不聞爺孃喚女聲，但聞黃河流水鳴濺濺。」（佚名 《木蘭詩》）
- 「一直等到夜晚，才又聽到杜鵑叫，由遠叫到近，由近叫到遠，一聲急似一聲，竟是淒絕的哀樂。」（梁實秋《鳥》）
- 「此地很安全，市聲彌留著，這種健忘症是幸福的，雀何為而喃喃，像是為靜，為靜打著拍子。」  （余光中《蓮池邊》）
- 「院子裏風竹蕭疏，雨絲紛紛灑落在琉璃瓦上，發出叮咚之音，琉璃窗也砰砰作響。」（琦君《紅紗燈．下雨天，真好》）

## 嗅覺摹寫
對鼻子所聞到的氣味加以描摹與刻畫，即為嗅覺摹寫。
例如：
- 「稻花香裡說豐年。」（辛棄疾 《西江月．夜行黃沙道中》）
- 「陽光更濃了，山景益發清晰，一切氣味都蒸發出來。稻香撲人，真有點醺然欲醉的味兒。」（張曉風《到山中去》）
- 「霧水和著松脂氣息，涼涼，香香的空氣，一下子進入我的心田之中，精神為之一振。」（張心梅《心在高原》）
- 「大家圍著三隻飯盒吃了一頓肉，甜甜的，腥腥的。」（鍾肇政《中元的構圖》）
- 「大理花與劍蘭搶著開，木樨花散布著淡淡的幽香。」（琦君《紅紗燈．下雨天，真好》）

## 味覺摹寫
對嘴巴及舌頭品嘗到的、感受到的口感和滋味加以描繪的摹寫，即為味覺摹寫。
例如：
- 「北平尋常提到江蘇菜，總想著是甜甜的、膩膩的。」（朱自清《說揚州》）
- 「米飯上沾著鴨子油，鹹鹹潤潤的，格外芬芳好吃。」（劉震慰《故鄉之食》）
- 「我嘗了幾個，都酸得嚥不下，只好擱在一邊，不吃了。」（琹涵《酸橘子》）
- 「忽然一個右轉，最鹹最鹹，╱劈面撲過來╱那海。」（余光中《車過枋寮》）
- 「芥末巧克力，眼淚一滴，甜蜜無比/放嘴裡，滋味霹靂無敵。」（楊丞琳《芥末巧克力》）

## 觸覺摹寫
將身體皮膚所接觸到的事物（軟、硬、輕、重）等描寫出來，即為觸覺摹寫。
例如：
- 「柚樹的葉影再緩緩的移動，移上我的臉頰的是幾朵擠碎的陽光， 到這裏，它成了一種柔軟的撫摸。」（蕭白《山鳥的歌》）
- 「秋天的夜，總是很美的，它並不寒冷，只是清涼。」（陳醉雲《蟬與螢》）
- 「腳伸向秧田裡的水探一探，一股冷冽的寒氣直透進體內。」（吳晟《不驚田水，冷霜霜》）
- 「風輕悄悄的，草綿軟軟的。」（朱自清《春》）
- 「沾衣欲濕杏花雨， 吹面不寒楊柳風。」（釋志南《無題》）

「厚敦敦的軟玻璃，倒映著碧澄澄的一片晴空

## 綜合摹寫
融合對事物兩種或兩種以上不同的感覺做多重角度的描摹，即為綜合摹寫。
例如：
- 「明月別枝驚鵲，清風半夜鳴蟬。」(視覺、觸覺、聽覺)（辛棄疾 《西江月．夜行黃沙道中》）
- 「朔氣傳金柝，寒光照鐵衣。」(觸覺、聽覺、視覺)（佚名 《木蘭詩》）
- 「西湖的夏夜是熱蓬蓬的，水像煮沸著一般，秦淮河的水卻盡是這樣冷冷地綠著。」 (觸覺、視覺)（朱自清《槳聲燈影裏的秦淮河》）